# بكر عبد المنعم
بكر محمد أمين عبد المنعم (وُلد في عام 1942 في الرملة – تُوفي في 9 أبريل 2023 في عمّان) دبلوماسي فلسطيني وأحد اللاجئين الفلسطينيين جراء حرب 1948 إلى الأردن. كان سفيرًا لمنظمة التحرير الفلسطينية إلى اليابان وكندا وروسيا.

## النشأة والتحصيل العلمي
وُلد بكر عبد المنعم في مدينة الرملة عام 1942 إبان فترة الانتداب البريطاني على فلسطين.
درس عبد المنعم في جامعة القاهرة عام 1966 وحصل على بكالوريوس الهندسة الميكانيكية وعمل رئيساً لمحطة الطاقة الكهربائية الرئيسية في الأردن لمدة سبع سنوات. عاد إلى جامعة القاهرة لمواصلة دراسته وحصل على ماجستير الهندسة الميكانيكية في عام 1975.
شغل عبد المنعم منصب نائب رئيس الاتحاد الدولي للطلاب من 1978 إلى 1983 عندما حصل على دكتوراه الهندسة الميكانيكية من تشيكوسلوفاكيا.
في عام 1985 حصل على دكتوراه الاقتصاد من ألمانيا ودكتوراه العلوم السياسية من الولايات المتحدة في عام 1988.

## حياته الدبلوماسية
كان سفير منظمة التحرير الفلسطينية في اليابان في عام 1983. وفي عام 1979 أصبح عضواً في المجلس الوطني الفلسطيني وعضواً منتخباً في المجلس الثوري لحركة فتح في عام 1989. وفي 23 يوليو 1995 عينته منظمة التحرير الفلسطينية لترأس الوفد العام الفلسطيني الجديد إلى كندا. وفي الفترة من عام 1995 إلى عام 2004 كان عضواً في الوفد الفلسطيني في الدورات السنوية للجمعية العامة للأمم المتحدة.
في 31 أكتوبر 2005، عُين سفيرًا لدولة فلسطين لدى روسيا، لاحقًا في 13 أبريل 2006، سلّم أوراق اعتماده إلى الرئيس الروسي فلاديمير بوتين.

## حياته الشخصية
أقام عبد المنعم في عمان عاصمة الأردن. تزوج من غادة أبو لبن وأنجب ابنتان: مديحة وكنانة، كلتيهما حاصلتان على الماجستير، وابن واحد هو عبد المنعم، مهندس معماري حائز على شهادتي ماجستير في الهندسة المعمارية من جامعة مكغيل في مونتريال بكندا، وله ثلاثة أحفاد: ثابت وحمزة وقاسم.

## مؤلفاته
من خبرته ومعرفته بالقضية الفلسطينية قام بتأليف ثلاثة كتب:
1. فلسطين في قلبي (شاكيهيهيوشا، 1991 باللغة اليابانية).
2. منظمة التحرير الفلسطينية وحرب الخليج (دايسانشوكان، 1991 باليابانية و 1992 باللغة الإنكليزية).
3. قصة داخلية لمؤتمر السلام في الشرق الأوسط (شاكيهيهيوشا، 1993 باللغة اليابانية؛ الشروق، 1994 باللغة العربية).

درس عبد المنعم الحياة الثقافية اليابانية وقام بتحرير كتابين آخرين:
1. أغاني هيروشيما (قصائد) (الشروق، 1995 بالعربية).
2. الحكايات الشعبية اليابانية القديمة (الشروق، 1996 بالعربية).

## وفاته
تُوفي في 9 أبريل 2023 في العاصمة الأردنية عمّان وُدفن في مقبرة سحاب.